# 琳达·福斯贝里
琳达·福斯贝里（瑞典語：Linda Forsberg，1985年6月19日—），瑞典女子足球运动员。她曾代表瑞典国家队参加2007年和2011年国际足联女子世界杯，其中2011年世界杯获得季军。